# گورستان آستانه
گورستان آستانه (انگلیسی: Astana Cemetery) نام آرامگاهی باستانی است که در ۳۷ کیلومتری جنوب شرق تورفان در سین‌کیانگ چین واقع شده‌است.
این محل باستانی ۶ کیلومتر از شهر کهن قره‌خواجه فاصله دارد. گورستان آستانه محل خاکسپاری مهاجران چینی به قره‌خواجه از سده چهارم تا نیمه نخست سده هشتم میلادی بود.
مجموعه گورها ۱۰ کیلومتر مربع را پوشش می‌دهد و در این محل تعداد هزار گور یافت شده‌است. به خاطر آب و هوای خشک منطقه بسیاری از اشیا از جمله مومیای‌ها در این گورها به خوبی حفظ شده‌اند.
نام این محل وام‌واژه‌ای فارسی است در زبان اویغوری.